# Bilanca stanja
Bilanca stanja, znana tudi kot izkaz finančnega stanja, prikazuje številne pomembne nformacije o podjetju, zlasti kadar imamo na voljo bilance stanja za več let in jih pravilno ovrednotimo v povezavi z drugimi finančnimi izkazi (izkazom poslovnega izida, izkazom denarnih tokov).
Bilanca stanja izkazuje finančno stanje podjetja na določen dan v letu. V bilanci stanja so prikazana sredstva (kar ima podjetje v lasti) in viri teh sredstev (kar podjetje dolguje). Viri sredstev se nadaljnje delijo na zunanje vire (npr. obveznosti do dobaviteljev) in na notranje obveznosti (obveznosti do lastnikov, lastniški kapital).
Bilanca stanja ima dve strani, aktivo in pasivo, vsota vseh sredstev (aktiva) mora biti enaka vsoti vseh obveznosti in kapitala (pasiva).
```
                   
Sredstva = Obveznosti + Lastniški Kapital
```

Bilanca stanja se pripravi na koncu računovodskega obdobja, bodisi letnega ali četrtletnega. Bilanco stanja najdemo v letnem poročilu podjetja.